# Lenke Szilágyi
Dans le nom hongrois Szilágyi Lenke, le nom de famille précède le prénom, mais cet article utilise l’ordre habituel en français Lenke Szilágyi, où le prénom précède le nom.
Pour les articles homonymes, voir Szilágyi (homonymie).
 (février 2022).
Si vous disposez d'ouvrages ou d'articles de référence ou si vous connaissez des sites web de qualité traitant du thème abordé ici, merci de compléter l'article en donnant les références utiles à sa vérifiabilité et en les liant à la section « Notes et références ».
Lenke Szilágyi est une photographe hongroise. 

## Biographie
En 1980, elle est diplômée de l'École des beaux-arts et des arts appliqués en photographie. 
À partir de 1990, elle a travaillé pendant deux décennies en tant que rédactrice photo et photographe pour l'hebdomadaire, puis le mensuel Beszélő.
Elle a souvent travaillé pour des théâtres, notamment le Egyetemi Színpad (hu), le Théâtre Merlin, le Nouveau théâtre et le Théâtre József-Katona à Budapest. Elle a également pris des clichés pour le Országos Színháztörténeti Múzeum és Intézet (hu). Lors de la saison 2010/2011, elle a été sélectionneur pour le Pécsi Országos Színházi Találkozó (hu), avec Tamás Vekerdy (hu) et Balázs Urbán.
Elle fut photographe de plateau pour plus de deux douzaines de films. Elle a également travaillé avec Miklós Jancsó et deux des plus jeunes générations de cinéastes, Szabolcs Hajdú et Kornél Mundruczó.
Voyageuse passionnée, elle est particulièrement attirée par le monde de la haute montagne.
Elle est membre de l'Association des photographes hongrois et de l'Association nationale des journalistes hongrois.

Autoportraits
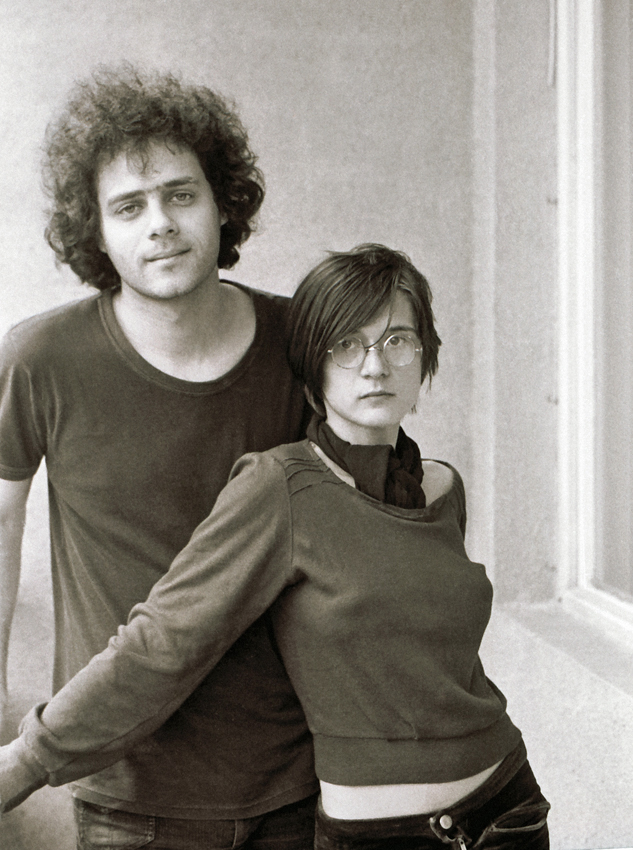
Autoportrait avec András Forgách
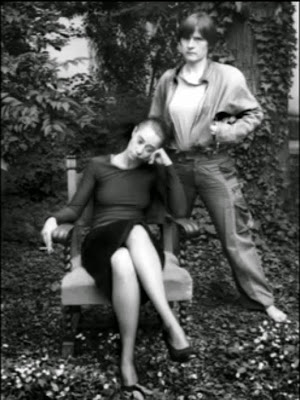
Autoportrait avec Kovács Ágnes Anna (hu)
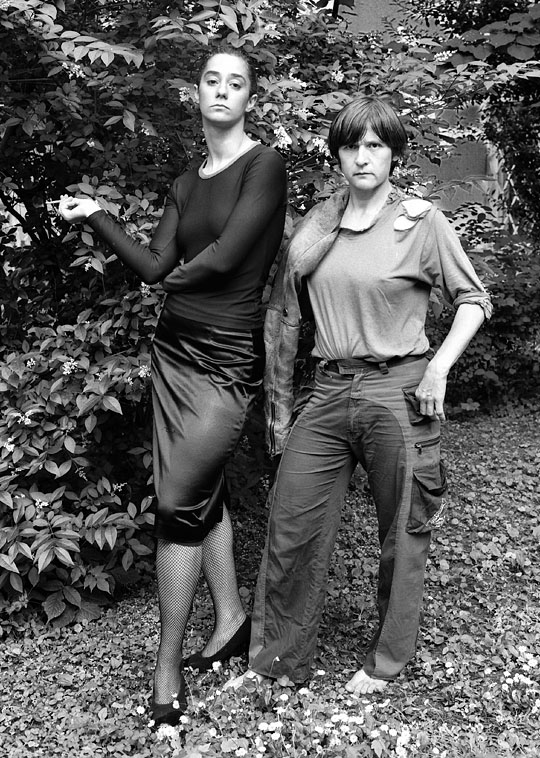
Autoportrait avec Kovács Ágnes Anna (hu)
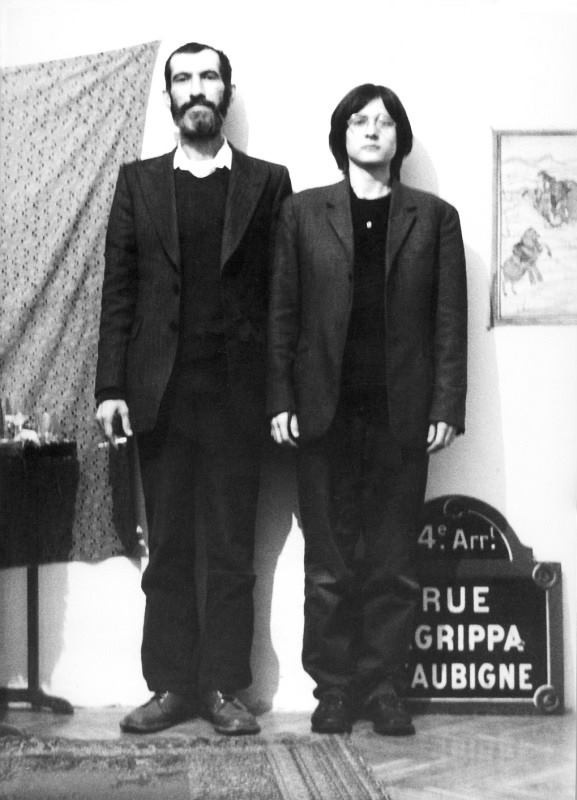
Autoportrait avec György Petri à Budapest devant une plaque de la rue Agrippa-d’Aubigné

Portraits
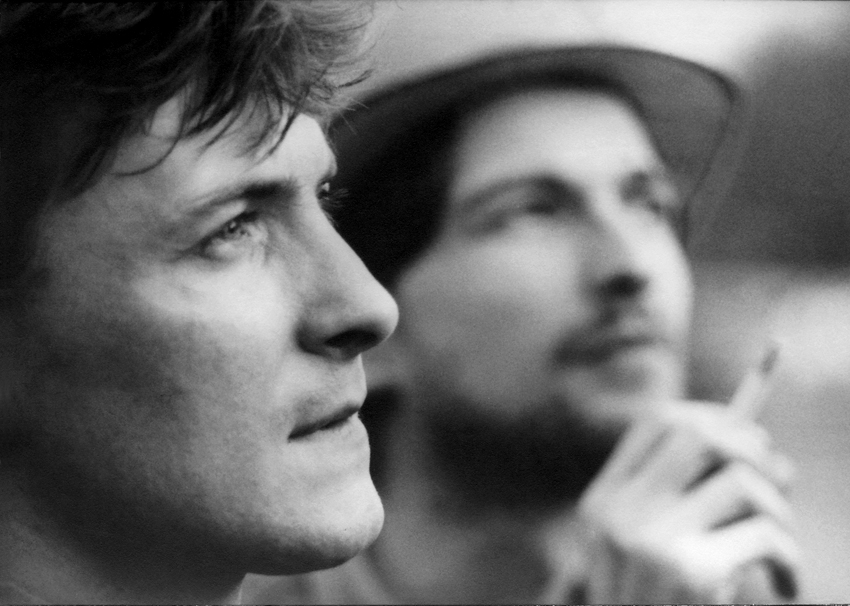
József Dénes (eo) et Mihály Víg
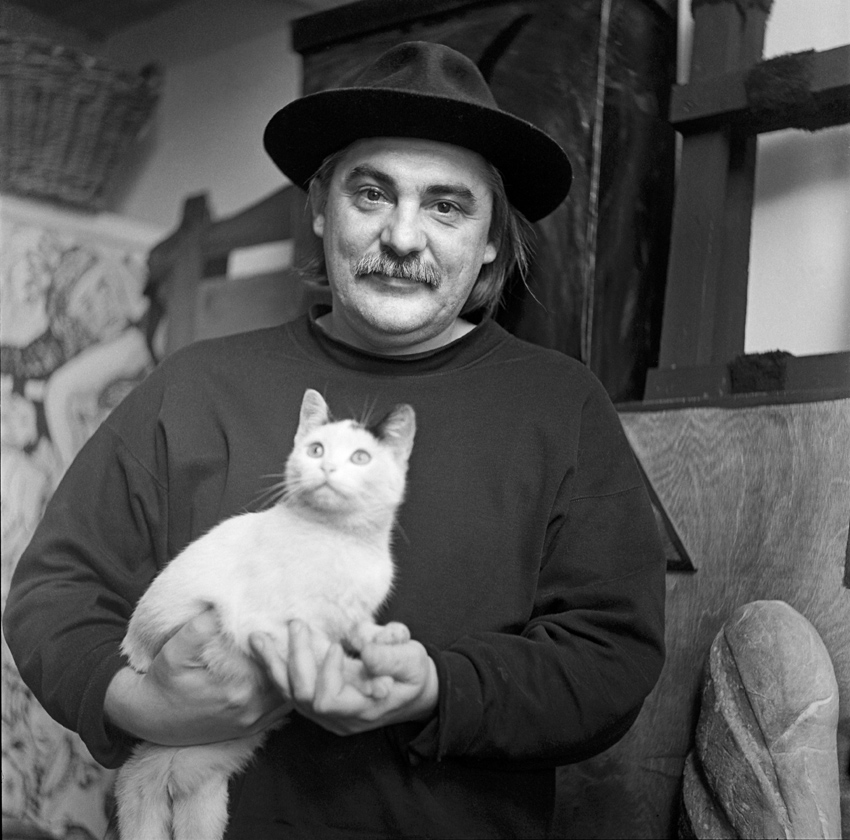
László Lugossy
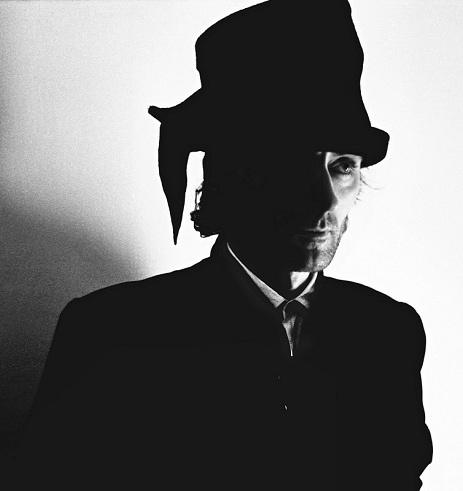
Tamás Király (hu)
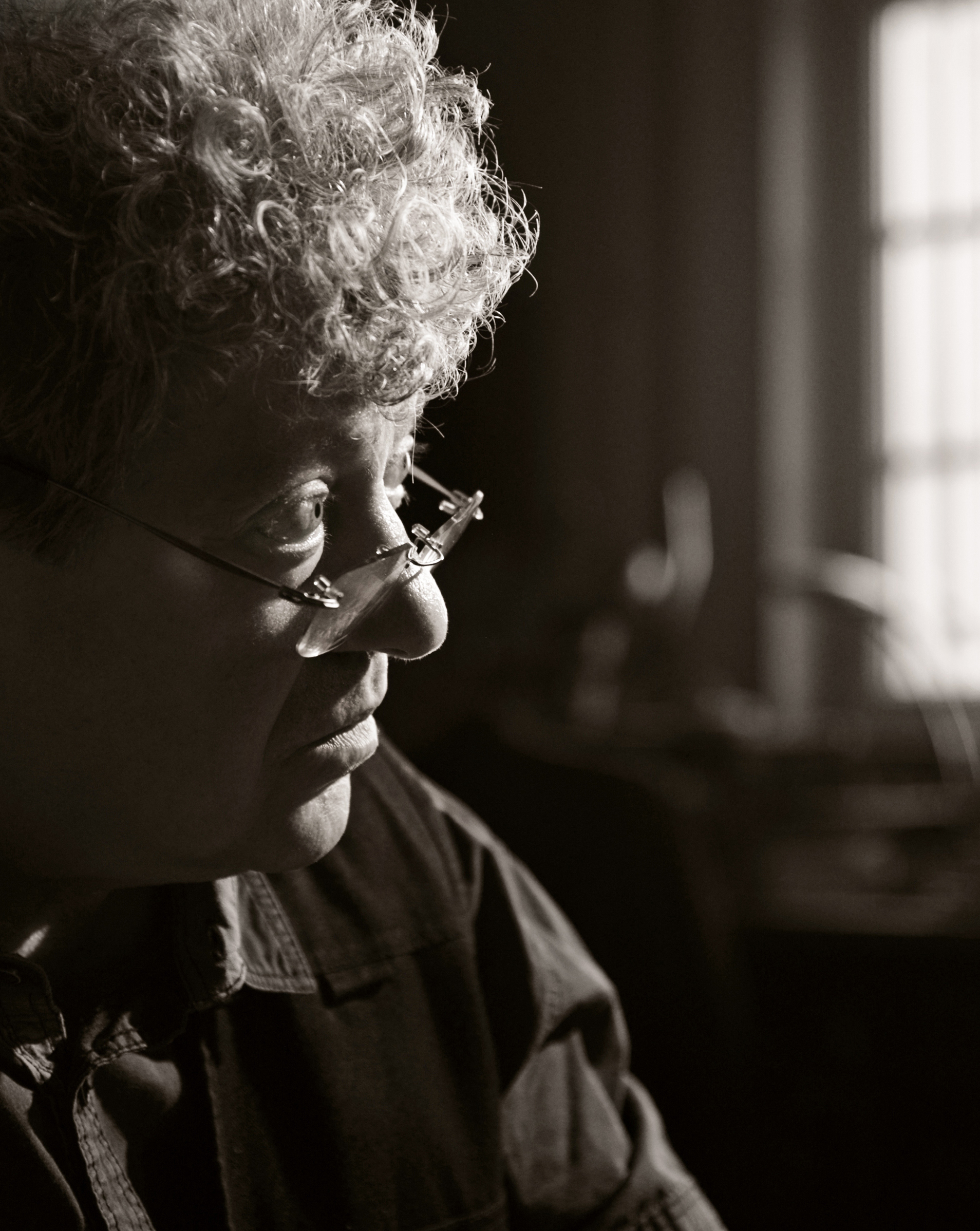
Péter Kántor (hu)

Théâtre
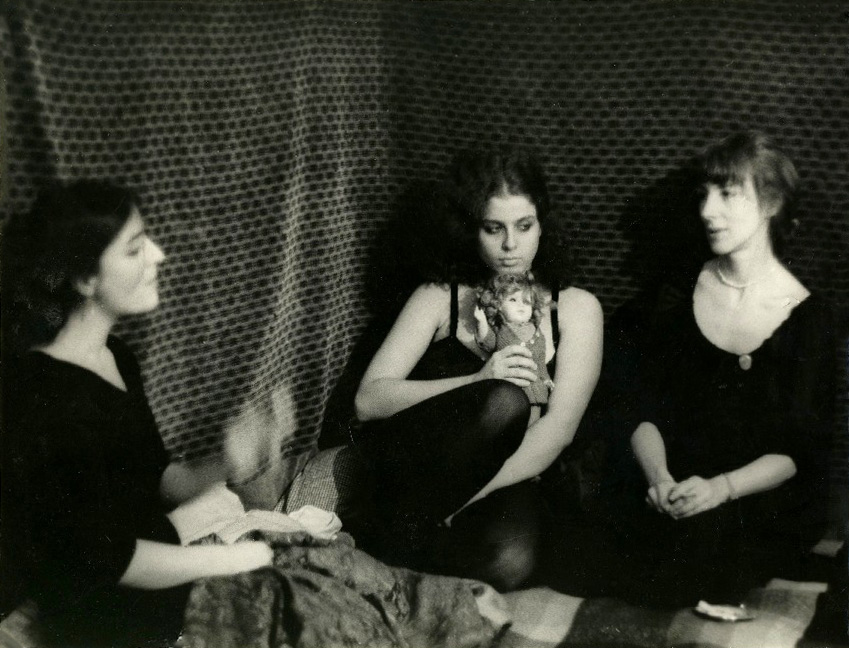
1979 :  Balról Kamondy Ágnes, Forgács Zsuzsa Bruria, Scherter Judit.
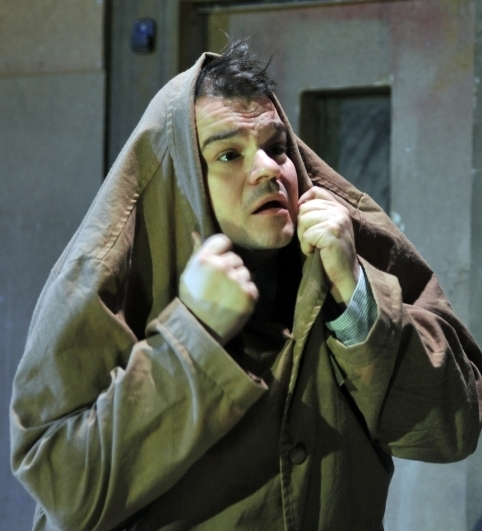
Ferenc Elek (en)
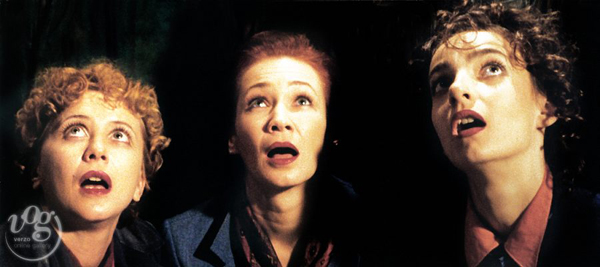
Enikő Eszenyi, Dorottya  Udvaros, Marianna Szalay
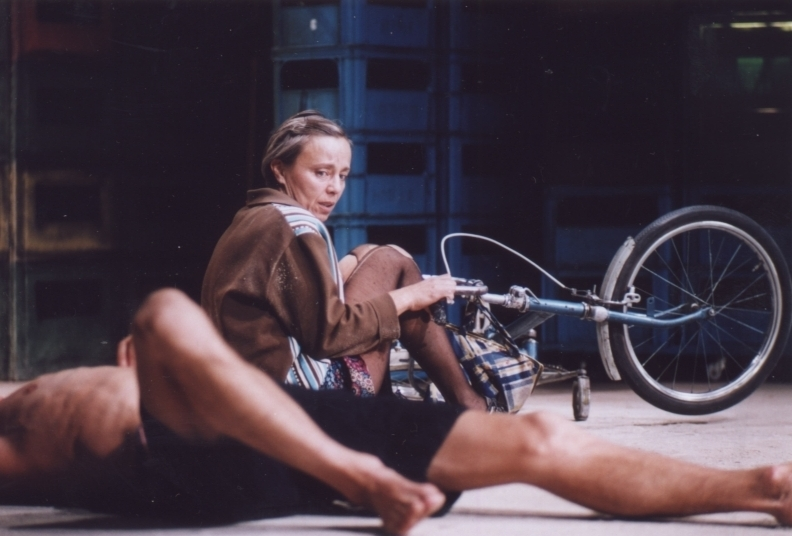
Ági Szirtes (eo)
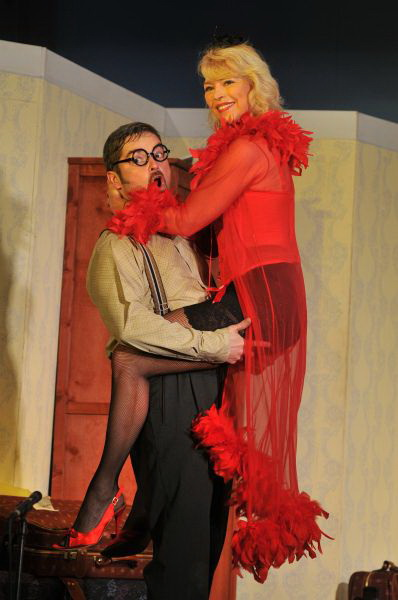
Roland Tóth et Zsuzsa Nyertes